# Gabriel Zubeir Wako
Gabriel Zubeir Wako (27. února 1941 Mboro) je súdánský římskokatolický kněz, emeritní arcibiskup chartúmský, kardinál.

## Život
Kněžské svěcení přijal 21. července 1963 ve Wau. Studia si doplnil v Římě, kde získal licenciát z pastorální teologie na Papežské lateránské univerzitě. Po návratu do vlasti působil jako duchovní v apoštolském vikariátě Wau, byl také rektorem zdejšího semináře.
Poté, co se z apoštolského vikariátu Wau stala plnoprávná diecéze, byl jmenován jejím prvním sídelním biskupem. Biskupské svěcení mu udělil 6. dubna 1975 kardinál Agnelo Rossi, prefekt vatikánské Kongregace pro evangelizaci národů. Od října 1979 byl koadjutorem arcibiskupa v Chartúmu, správu arcidiecéze převzal převzal 10. října 1981.
Jeho jmenování kardinálem bylo ohlášeno v září 2003 a dovršeno na konzistoři 21. října téhož roku.
Papež František dne 10. prosince 2016 přijal jeho rezignaci na arcibiskupství chsrtúmské z důvodu dosaženého věkového limitu.